# Andjouk
 (juin 2021).
Andjouk est un village du Cameroun situé dans le département du Haut-Nyong et la région de l'Est.
Il fait partie de la commune d’Angossas.

## Population
En 1966-1967, on y a dénombré 96 habitants.
Lors du recensement de 2005, Abala comptait 130 habitants.

## Économie
L’exploitation de la forêt communautaire d’Andjouk fait une partie majoritaire de l’exploitation forestière à Angossas qui contribue partiellement à l'économie communale.

## Infrastructure
Selon le Plan Communal de Développement d’Angossas (2012), afin d'assurer l'éducation de base à Andjouk, une affectation de deux enseignants qualifiés, une construction et équipement de trois salles de classe ainsi qu’une réhabilitation de deux salles de classe ont été planifiés.
La réhabilitation de deux puits / forages d’eau et un aménagement d'une source d'eau ont également été envisagés  afin de faciliter l'accès à l'eau potable.
Une exploitation des carrières de sable a été programmée aussi pour développer l'économie locale en employant ses ressources naturelles.